# Verena Voiret
Verena „Vreni“ Voiret, geboren als Verena Rosa Reusser, * 10. November 1939 in St. Gallen; † 21. November 2020 in Wetzikon, war eine Schweizer Künstlerin und Frauenaktivistin. Ihre Schwerpunkte waren Lichtinstallationen, Kunst am Bau und Textilwerke im experimentellen und prozessorientierten kreativen Entwickeln.

## Leben
Voiret wuchs als Tochter einer Schweizer Keramik-Künstlerfamilie in Zürich auf und lebte zuletzt in Hausen am Albis. Nach der Ausbildung zur Haute Couture-Schneiderin studierte sie an der Kunstgewerbeschule Zürich. Sie erlebte dort einen Umgang mit Kunst, in dem es um die Entfaltung und Entwicklung der individuellen Kreativität in Freiheit und ohne Grenzen ging und dessen Curriculum mit dem Begriff „Freie Stilistik“ umschrieben werden konnte. Nach dem Studium arbeitete sie zunächst in diversen Bereichen der Textilkunst, ab 1975 entwickelte sie Lichtobjekte und -installationen.
Sie starb in Wetzikon.

## Arbeiten
Im Jahr 1964 gehörte sie an der Schweizer Expo zu den Preisträgerinnen. Weitere Aufträge folgten, u. a. das eines abstrakten stofflichen Wandbildes für das Spital Glarus. Sie entfernte sich zunehmend vom Modebereich und wandte sich experimenteller und abstrakter Installationskunst zu. Ihre erste Lichtinstallation entwarf sie für die Augenklinik in Zürich. Die mit Glasfaserstoff gefärbten und in Plexiglas eingegossenen Lichtwände waren eine neue Erfindung in Idee und Material und in ihrer Zeit der Kunstentwicklung voraus. Der Betrachter konnte durch eine Lichtspiegelung über den Lift auf zwei Ebenen in das Bild hineintreten und wurde zu einem Teil des Kunstwerks. 1978 gewann sie einen Kunst-Wettbewerb am Flughafen Zürich. Nach Realisation der Lichtkunst erhielt sie von den Architekten Köbi Zweifel, Tilla Theus und Fritz Keller einen Auftrag für neue Lichtobjektinstallationen. „Das blaue Segel“, eine 6 m × 3 m grosse Installation, befindet sich heute noch im Flughafengebäude Zürich. Weitere Objekte waren bis zum Umbau des Flughafengebäudes im Jahr 2000 fester Bestandteil der An- und Ankunftshallen und sind heute noch im Besitz der Flughafenbetreiber. In diese Zeit fiel ihre Scheidung, welche sie mit einem textilen Projekt „Ehe-Baum“ prozesshaft lebte und darstellte. Die Stadt Zürich kaufte das Werk kurz vor seiner Fertigstellung. Das Bild wurde nie abgeschlossen, das gedachte Ende des Wachstumsprozesses hätte in Plexiglas gegossen und mit abgeschnittenen Kettfäden erstarren sollen. Es befindet sich heute in der Eingangshalle der Helferei des Grossmünsters in Zürich. Es folgten diverse weitere Werke und Ausstellungen u. a. im Museum Bellerive in Zürich.

## Lehrtätigkeit
Erste Lehrerfahrung sammelte Voiret in der Kunstgewerbeschule. Ihr erstes Lehrprojekt entsprach dem sie bis heute charakterisierenden Augenblick des Einbezugs von Raum und Gegenstand in den kreativen Prozess, gemeinsam mit ihren Kunstschülern „ver-lismeten“ (schweiz. Ausdruck für ver-strickten) sie vollständig einen Raum, mit dem Ergebnis einer Verhüllung, die früh in der Zeit heute an Installationen von Christo erinnert. Das Projekt wurde vom Fotografen Rob Gnant fotografiert und u. a. in Schweizer Zeitschriften abgebildet. Unterstützung bekam sie auch von Hansjörg Mattmüller von der neu gegründeten Kunstschule „F+F Schule für experimentelle Gestaltung“ (heute F+F Schule für Kunst und Design). Von 1971 bis 1999 konnte sie an der F+F Schule unterrichten, ab 1993 engagierte sie sich auch in der Schulleitung.
Mit dem Ruf als Dozentin an die F+F Schule begann eine neue Epoche für Voiret. Die F+F entsprach ihrem Verständnis von Kunst, es durfte weder eine Arbeit noch ein Prozess wiederholt werden, es galt nicht Replikationen zu produzieren oder Aufträge zu erfüllen. Der Unterricht wurde täglich neu erfunden, um im Fluss und der Entwicklung der Zeit zu sein. Bezeichnend auch für das Prozessdenken, für den Weg, der das Ergebnis übertrifft - so Voiret-, ist die Tatsache, dass sie in dieser Zeit sämtliche ihrer Projekte nach Beendigung verkaufte oder weitergab, sich von ihnen löste, um anstelle der Konservation den permanenten befreienden Neuanfang aus dem Nichts, der leeren Leinwand, zu leben.
Ihre Arbeiten wurden zunehmend auch in der anerkannten Kunstwelt beachtet und es folgten Einladungen auf diverse Kunst-Kongresse und Ausstellungen. Das erste Fernsehgerät und später Video an der F+F wurden für die Arbeit genutzt und der kreative Umgang mit dem neuen Instrument entwickelt, der Bildschirm wurde mit Materialien bearbeitet und teilverdeckt, eine Inszenierung des Mediums, um Elemente des Films zu einzigartiger Bedeutung des Moments zu stilisieren.
Aus der F+F-Zeit wuchsen namhafte Künstler und Künstlerinnen heran, die sich gegenseitig inspirierten.  In dieser Zeit war Voiret Mitglied der Schulleitung. Nach einer Spaltung der Schule in die bestehende F+F und die neue "Punkt G" wechselte sie 1999 in die Neugründung. Nach 3 Jahren beendete sie zum Zeitpunkt ihrer Krebserkrankung ihre Lehrtätigkeit. Ihre Krankheit und ihr 1984 geborener Sohn Noah lehrten sie fortan nur noch für den Tag zu leben.
Nachhaltig wurde sie auch in dieser Lebensphase durch ihre Zeit in Afrika geprägt. Sie hatte Zugang zu einer anderen Intuition und einer ihr bisher unbekannten Seite der Kunst gefunden. Auch nach ihrer Rückkehr in die Schweiz fühlte sie sich der afrikanischen Mentalität verbunden. Sie lebte mit schwarzen Jazzmusikern wie der Band von Dexter Gordon und Max Roach, die sie auf Konzertreisen in der ganzen Welt begleitete und die sie für ihr kreatives Arbeiten inspirierten.
Ihr Lebensraum in der Schweiz war seitdem umgeben von politisch und künstlerisch tätigen Menschen: in einer der ersten und in den Medien als die erste Schweizer „linke Kommune“ bezeichneten Lebensgemeinschaft mit Menschen wie der Historikerin Esther Burkhardt, dem Psychoanalytiker Emilio Modena, dem Philosophen und Psychoanalytiker Hans Hehlen, dem Architekten Buolf Vital und anderen mehr. Danach beschäftigte sie sich mit Kunst am Bau und Lichtprojekten mit LED, Installationen, Bauaufträgen und Ausstellungen.

## Voiret über sich und ihre Arbeit
„Mein Werk ist, ich erschaffe mir Zeit. Alles andere sind Aufgaben“
„Ich arbeite sehr prozessorientiert, für mich ist der Prozess wichtiger, er passiert einfach, ich mache etwas und wenn der Prozess für mich stimmt dann kommt das Andere von ganz alleine. Immer muss der Weg stimmen, dann ist das Ergebnis ohne Bedeutung. Es gibt keine Verzweiflung, denn wenn der Weg stimmt, dann stimmt es immer“
„Kunst ist immer Einbeziehen. Kunst ist nie isoliert, es ist letztlich unwichtig was man macht. Es braucht nur die Integration von Kunst mit dem Gegenständlichen von aussen. Ich denke nie an das Wort Kunst. Was heisst das schon? Es ist entweder gut oder nicht so gut oder ganz gut. Kunst ist kein Wort, welches Eigenschaften hat. Es gibt Sachen die gemacht werden müssen, weil sie intensiv sind und Tiefe haben. Ich kann nur sagen, ob ich etwas gut finde oder nicht. Das was ich tue, wie die Kunst am Bau, sind Projekte, bei denen ich etwas erfinde. Ich bin eine sehr neugierige Erfinderin. Immer geht es um das Leben und um seine Intensität. Ich schaffe mir dauernd Zeit, in dem ich etwas anfange, in dem ich z. B. dünnes Gewebe herstelle, denn dann weiss ich, ich kann mir gar keine Zeit mehr vorstellen, weil sie über das normale Zeitempfinden hinaus in ihrer Langsamkeit geht und ich erschaffe mir auf diese Weise unendlich Zeit. Die Langsamkeit. Irgendetwas muss dahinter sein. Weil es ist derart intensiv.“
"Wenn du Entscheidungsschwierigkeiten hast, dann musst du malen. Denn wenn du malst, bist du gezwungen, dich alle halbe Minute zu entscheiden, ob du blau oder weiss wählen musst und das ist die permanente Frage und du wirst nachher sehr müde sein, denn keiner kann dir sagen, ob rot richtig ist und wenn, dann zählt es nicht."

## Werke
Erste Phase:
- Modische Kreationen u. a. Modelle für Globus in Zürich
- Textile Kunst u. a. Ehe-Baum
- Verstrickter Raum an der Kunstgewerbeschule
- Schweizerische Expo als Preisträgerin
- Textile Wandkunst Spital Glarus

und vieles mehr
Zweite Phase Licht:
Lichtinstallationen seit 1975
Entwicklung neuer Techniken mit Materialien wie Plexiglas, Neonröhren, Glasfasergewebe, Laminierungen und Farben, heute LED
- Luftsegel mit Neon im Auftrag des Flughafens Kloten als Gewinnerin des Kunstwettbewerbes
- Folgeauftrag Flughafen Kloten kinetische Plexiglaswandinstallationen
- Ausstellung Erzenholz / Frauenfeld Amei Oberli 1996
- Galerie am Stampfenbach Leuchtbilder, Kunstkritik der bekannten Kuratorin Ludmilla Wachtowa: „Die späte Einzelausstellung der Frühstarterin“
- 3rd Triennial of Artistic and Industrial Textiles, Central Museum of Textiles, Łódź 1978 -  Motto of the event: „Textiles – idea – man“
- Bellerive Museum: Zwei Ausstellungen Licht und Transparenz. Zürich, Museum Bellerive, 1988–89[6]
- 2 Schweizerausstellungen auf Reisen in der Welt initiiert vom Schweizer Bund mit Leuchtinstallation u. a. dem Werk „Der blaue Berg aus Plexiglas“, schweizweit erste Kunst mit Licht 1988
- „ein schuß sahne“, Themenausstellung mit textilen Objekten galerie blau Freiburg i.Br., 1990

Weitere Zusammenarbeiten mit den Architekten Prof. Rudolf Manz, Peter Jenni, Fritz Keller, Jakob Zweifel und Tilla Theus.
Aktuell: Kunstausstellung in Zug 2010 und Kunst am Bau diverser Grossprojekte

## Frauen- und Politik-Aktivismus
Mitgründerin der FBB (Frauenbefreiungsbewegung). Preis an der Miss-Wahl 1964 in Zürich mit eigenen Modekreationen. Nutzung der Dankesrede als Pamphlet zur Vermarktung der Frau als Objekt „Frauen seien keine Kühe, die nach der Grösse der Euter beurteilt werden wollen, erklärte sie den verdutzten Veranstaltern“ mit Ankündigung der öffentlichen Versteigerung des Preises auf dem Bellevue Platz in Zürich zur Finanzierung eines Anti-Baby-Pillen Automat. Unter medialer Beachtung durchgeführte Versteigerung und erreichter Sensibilisierung der Öffentlichkeit für die Selbstbestimmung der Frau. Voiret gilt seither als eine Vorreiterin der Frauenbewegung und Frauenbefreiung in der Schweiz schwankend zwischen Verachtung als linke Emanze und Bewunderung als mutige freie Künstlerin und Denkerin. Im Jahr 2007 widmete ihr die deutsche Frauenzeitung „Brigitte“ einen Artikel als frühe Kämpferin für die Selbstbestimmung der Frau und links-denkende Aktivistin gemeinsam mit Gertrud Pinkus, Doris Stauffer, Hedi Wyss, Nelly Schorro, Esther Burkhardt u. a.

## Weitere Projekte
Theaterarbeit und Bühnengestaltung mit Maria von Ostfelden, Theater an der Winkelwiese Zürich
- Der Architekt und der Kaiser von Assyrien: Theaterstück von Fernando, 1968
- Die Nacht der Mörder, 1969
- Nestroy-Quodlibet, 1967
- Paracelsus, der Stadtarzt zu Basel, 1972
- Die Stühle von Eugène Ionesco, 1966
- Neumarkttheater „Ophelia und die Wörter“ (nach nur 3 Aufführungen wegen Erregung öffentlichen Ärgernisses verboten)
- Stiftungsrat Temperatio-Stiftung (Stiftung zur Förderung und Unterstützung kultureller, ökologischer und sozialer Bestrebungen)

## Publikationen
u. a. Licht und Transparenz: Installationen und Objekte von Marguerite Hersberger, Liliane Lijn, Adolf Luther, Federica Marangoni, Paul Seide, Verena Voiret von Sigrid Barten (Vorwort, Bearbeitung), Museum Bellerive Zürich (Herausgeber), Verlag: Museum für Gestaltung Zürich (1988), ISBN 390706531X, ISBN 978-3907065310